# Mao Ngạn Anh
Mao Ngạn Anh (tiếng Trung: 毛岸英; bính âm: Máo Ànyīng; 24 tháng 10 năm 1922 – 25 tháng 11 năm 1950) là con trai cả của Mao Trạch Đông và Dương Khai Tuệ.
Được đào tạo tại Moskva và là một cựu chiến binh của nhiều cuộc chiến tranh, Mao Ngạn Anh đã tử trận trong một cuộc không kích của quân Hoa Kỳ trong Chiến tranh Triều Tiên.

## Đầu đời

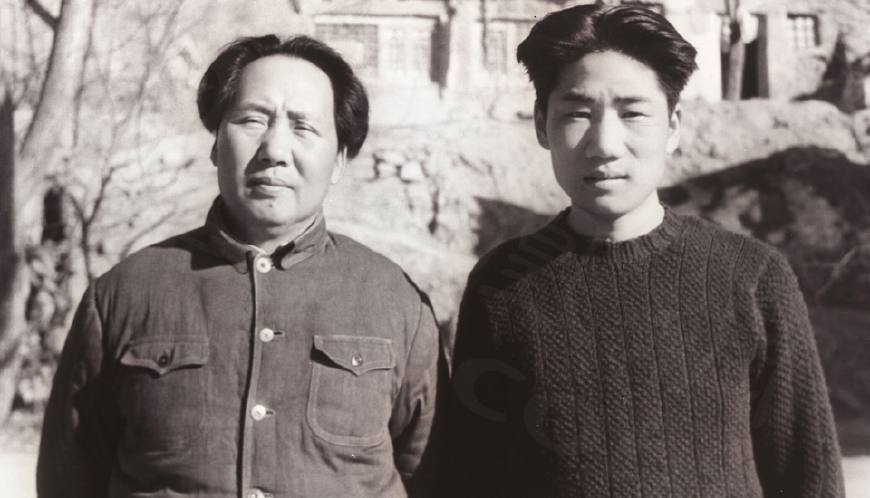
Mao Ngạn Anh và cha Mao Trạch Đông

Mao sinh ra tại Bệnh viện Tương Nhã, Đại học Trung Nam ở Trường Sa, tỉnh Hồ Nam. Mẹ ông, Dương Khai Tuệ, vợ thứ hai của Lãnh tụ Cộng sản Mao Trạch Đông, bị Quốc dân đảng xử tử năm 1930. Mao và em trai, Mao Ngạn Thanh, trốn đến Thượng Hải. Cha của họ vào thời điểm đó ở tỉnh Giang Tây, và đã đăng ký vào Trường mẫu giáo Đại Đồng, được điều hành bí mật bởi Đảng Cộng sản Trung Quốc dành cho con cái của các nhà lãnh đạo và được điều hành bởi Đổng Kiện Ngô (董健吾) với bí danh "Mục sư Vương".

## Qua đời
Đơn vị duy nhất vận hành A-26 ở Hàn Quốc vào thời điểm đó là Phi đoàn số 3, thuộc Không quân Hoa Kỳ (USAF). Một số báo cáo tuyên bố, rất có thể là không chính xác, phi công chịu trách nhiệm là Đại úy G. B. Lipawsky của Không quân Nam Phi. Tuy nhiên, chiếc máy bay duy nhất do các phi công Nam Phi bay ở Triều Tiên là máy bay ném bom chiến đấu Mustang, loại máy bay này khó có thể bị nhầm với máy bay ném bom A-26 hai động cơ lớn hơn nhiều.
Một số công dân Trung Quốc phản đối Mao Trạch Đông đã tưởng niệm ngày mất của Mao Ngạn Anh bằng cách ăn cơm chiên trứng. Theo một số lời kể, vào sáng ngày 25 tháng 11 năm 1950, Mao Ngạn Anh đã ngủ quên, khi thức dậy, ông đã lấy trứng của quân đội để nấu cơm chiên trứng cho mình bất chấp lệnh của bộ tham mưu chỉ được nấu vào ban đêm vì sợ không quân Mỹ. Việc chuẩn bị bữa ăn đó của ông đã thu hút sự chú ý của các máy bay ném bom Mỹ, góp phần dẫn đến cái chết của ông. Biểu tình cơm chiên trứng là một hình thức phản đối trên internet được người dùng Trung Quốc sử dụng xảy ra hàng năm vào khoảng ngày 24 tháng 10, ngày sinh của Ngạn Anh, hoặc khoảng ngày 25 tháng 11, ngày mất của ông. Việc đăng công thức chế biến cơm chiên trứng được thực hiện như một sự châm biếm tinh tế về cái chết của Ngạn Anh trong Chiến tranh Triều Tiên; các vụ việc này thường bị các quan chức Trung Quốc chặn hoặc gỡ xuống và dẫn đến các biện pháp trừng phạt đối với những người liên quan. Năm 2019, Học viện Lịch sử Trung Quốc (tiếng Trung: 中国历史研究院) đã tuyên bố câu chuyện cơm chiên trứng chỉ là tin đồn vô căn cứ nhằm bôi nhọ sự hi sinh của Mao Ngạn Anh. Học viện trích dẫn các tài liệu Hoa Kỳ được giải mật cho thấy vị trí căn cứ nơi Mao Ngạn Anh bị trúng bom đã bị Hoa Kỳ phát hiện thông qua việc dò sóng vô tuyến liên lạc, không liên quan gì đến khói bếp.